# Alf Poier
Alf Poier (Judenburg, 22 febbraio 1967) è un comico e cantante austriaco.
Ha partecipato all'Eurovision Song Contest 2003 in rappresentanza dell'Austria con il brano Weil der Mensch zählt, classificandosi al sesto posto.

## Discografia
Lista parziale
- 1996 - Himmel, Arsch & Gartenzwerg
- 2001 - Zen
- 2003 - Alf singt die schönsten Lieder mit Band
- 2005 - Lustige Lieder der Traurigkeit und Not
- 2010 - This Isn't It